# Крекінг-установка Порт-Нечес
Крекінг-установка Порт-Нечес (Port Neches) – підприємство нафтохімічної промисловості в Техасі, яке належить корпорації Huntsman. 
Район на південному сході Техасу поблизу кордону з Луїзіаною носить назву «Золотого трикутника» нафтохімічної промисловості, кути якого складають Порт-Артур (піролізні установки Chevron, Flint Hill, BASF/Total, Total/Novealis), Орандж (виробництво компанії DuPont) та Бомонт (установка ExxonMobil). А в самому центрі трикутника, на південному березі річки Нечес незадовго до її впадіння в озеро Сабін (яке й утворює кордон названих штатів) знаходиться установка парового крекінгу (піролізу) Порт-Нечес, введена в експлуатацію в 1978 році компанією Texaco, яка з 1902 року володіє потужним нафтопереробним заводом в Порт-Артурі. В 1994-му остання поступилась своїм нафтохімічним виробництвом на користь корпорації Huntsman. Як сировину установка використовувала гази нафтопереробки, а її потужність була доволі малою – 136 (за іншими даними – 159) тисяч тонн етилену на рік в середині 1990-х.
В 2001-му об'єкт законсервували, проте вже за два роки знову ввели в експлуатацію, анонсувавши  потужність по 180 тисяч тонн етилену та пропілену, при цьому частину обох продуктів отримували за допомогою фракціонування газів нафтопереробки (можливо відзначити, що подібні малопотужні виробництва етилену на фракціонаторах існували й при інших нафтопереробних заводах, наприклад, установка Джавеліна в техаському Корпус-Крісті чи Маркус-Хук на атлантичному узбережжі). Після відновлення роботи у середині 2000-х основною сировиною мав був етан, хоча певну частину підданих піролізу вуглеводнів все так же складали гази НПЗ.
Продукція спрямовується на розташовані на тому же майданчику виробництва оксиду етилену, етиленгліколю та оксиду пропілену. Останній виробляють в єдиному технологічному процесі з метил-трет-бутиловим етером (MTBE) на установці річною потужністю 238 тисяч тонн епоксипропану та 766 тисяч тонн МТВЕ.
Можливо відзначити, що до складу нафтохімічного комплексу Huntsman до 2006 року також входили установка розділення фракції С4 і ще одне виробництво MTBE потужністю 475 тисяч тонн на рік, які були продані компанії TPC (раніше діяла як Texas Petrochemicals).